# Берг (Верхня Франконія)
Берг (нім. Berg) — громада в Німеччині, розташована в землі Баварія. Підпорядковується адміністративному округу Верхня Франконія. Входить до складу району Гоф.
Площа — 38,93 км2. Населення становить 2041 ос. (станом на 31 грудня 2020).